# Glenea beesoni
Glenea beesoni é uma espécie de escaravelho da família Cerambycidae.